# メインストリート・サイエンスワールド駅

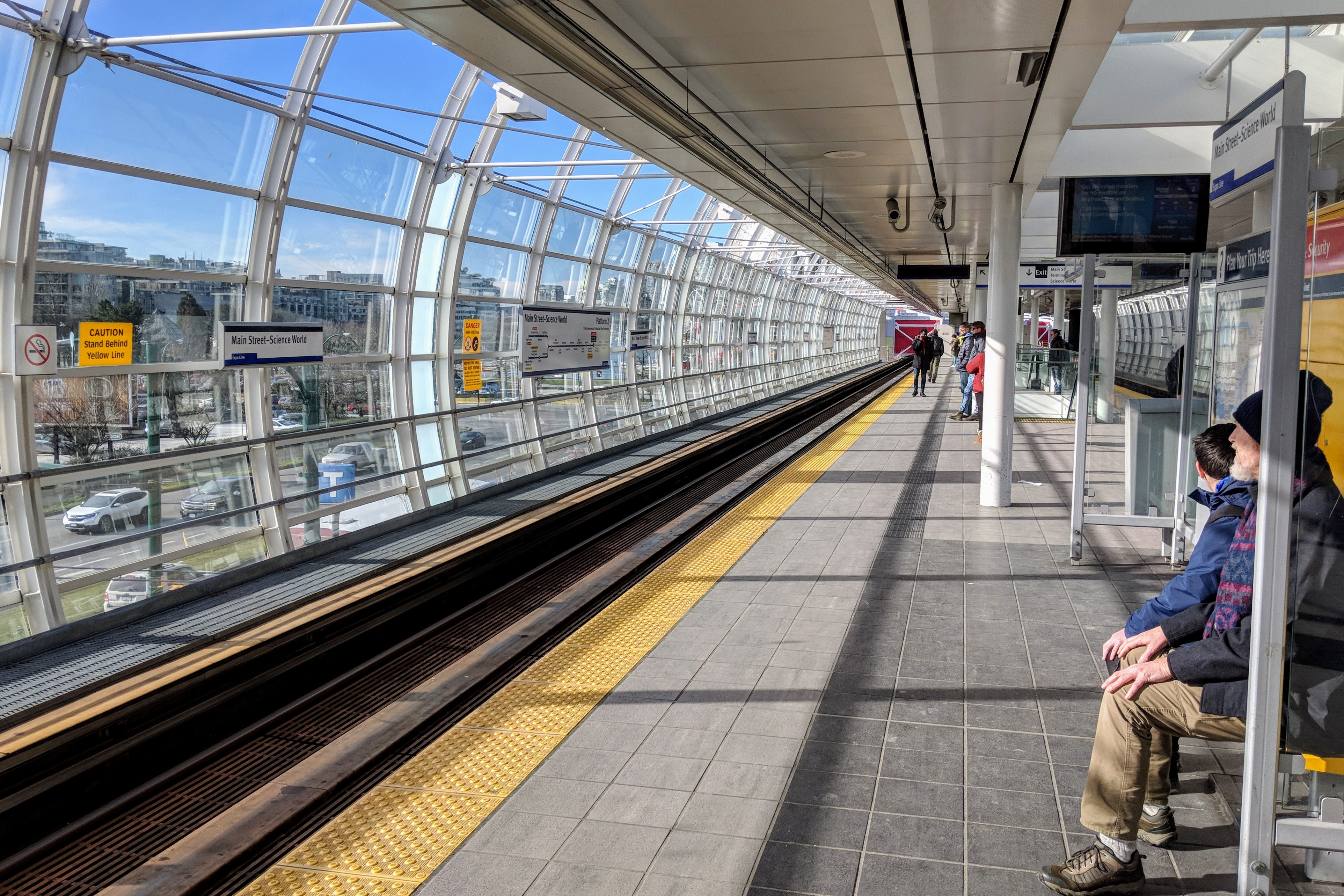
メインストリート・サイエンスワールド駅の西方面行きホーム

メインストリート・サイエンスワールド駅（英: Main Street–Science World Station）はスカイトレイン（エキスポライン）の駅のひとつで、カナダのブリティッシュコロンビア州西南部、バンクーバー市にある。
1985年12月11日に開業した。

## 駅構造
島式1面2線の駅。高架ホームは1つのホームをエキスポラインが使用している。
| ホーム | 路線            | 行先                                        |
| ------ | --------------- | ------------------------------------------- |
| 1      | ■エキスポライン | ウォーターフロント駅方面                    |
| 2      | ■エキスポライン | プロダクション・ウェイ-ユニバーシティ駅方面 |
| 2      | ■エキスポライン | キング・ジョージ駅方面                      |

## 路線
エキスポラインの使用する区間の駅である。
スカイトレイン
- エキスポライン - ウォーターフロント駅行、キングジョージ駅行、プロダクション・ウェイ-ユニバーシティ駅行

バス路線
- 3系統 - ダウンタウン行、メイン通り行
- 8系統 - ダウンタウン行、フレーザー通り行
- 19系統 - スタンレーパーク行、メトロタウン駅行
- 22系統 - マクドナルド通り行（ラッシュ時）、ナイト通り行（ラッシュ時）
- N8系統 - ダウンタウン行、フレーザー通り行（深夜バス）
- N19系統 - ダウンタウン行、サリー・セントラル駅行（深夜バス）

## 駅周辺
- パシフィックセントラル駅 - バンクーバーからの高速バスやVIA鉄道やアムトラックの長距離列車が発着する
- サイエンスワールド

## 隣の駅
■ エキスポ・ライン
スタジアム-チャイナタウン駅 - メインストリート・サイエンスワールド駅 - コマーシャル・ブロードウェイ駅